# Ioannis Persakis
Ioannis Persakis (en griego: Ιωάννης Περσάκης, 1877 - 1943) fue un atleta griego, que compitió en los Juegos Olímpicos de Atenas 1896
Nacido en Atenas. Persakis compitió en la prueba de triple salto, obteniendo el tercer lugar. Su mejor salto fue de 12,52 metros.